# Samak Sundaravej
Samak Sundaravej (thai: สมัคร สุนทรเวช), född 13 juni 1935 i Bangkok, död 24 november 2009 i Bangkok, var en thailändsk politiker. Han var Thailands premiärminister 29 januari–9 september 2008 som partiledare för Folkmaktspartiet.
Samak, som har kinesiskt påbrå, föddes i Bangkok som son till Samien Sundaravej och Umphan Sundaravej. Han har fem syskon och är gift med Surat Sundaravej som är finansiell konsult på Charoen Pokphand. Samaks politiska karriär började 1968 då han gick med i Demokratiska Partiet och sedan 70-talet har han varit parlamentsledamot vid ett flertal tillfällen. På 70-talet startade han det konservativa Thailändska Folkpartiet och har under åren haft ett flertal poster inom landets parlament och regering. 
I augusti 2007 valdes han till partiledare för Folkmaktspartiet, där många medlemmar från det av den styrande militärjuntan förbjudna Thai Rak Thai-partiet gått med, och som i de allmänna valen i december samma år blev Thailands största parti. Efter valsegern lovade Samak att korruptionsanklagelserna mot den före detta premiärministern Thaksin Shinawatra skulle avskrivas. Samaks tid som premiärminister blev dock kort. Han tvingades avgå sedan Högsta domstolen funnit att hans medverkan som programledare av ett kockprogram i TV var oförenligt med hans ämbete. Sundaravej avled i levercancer.

## Politisk karriär
- Medlem i Demokratiska Partiet (1968-1976)
- Parlamentsledamot (1973-1975, 1976, 1979-1983, 1986-1990, 1992-2000)
- Grundare och partiledare för Thailändska Folkpartiet (1979-2000)
- Vice jordbruksminister (1975-1976)
- Vice inrikesminister (1976)
- Inrikesminister (1976-1977)
- Transportminister (1983-1986, 1990-1991)
- Guvernör i Bangkok (2000-2003)
- Senator (2006, blev avsatt i och med en militärkupp)
- Partiledare för Folkmaktspartiet (2007-)
- Thailands premiärminister (2008)